# Coloso Colosetti
Coloso Colosetti (Buenos Aires, 19 de mayo de 1948-Ciudad de México, 16 de noviembre de 2024), seudónimo adoptado por Elio Carlos Colosetti Drazich, fue un luchador profesional argentino. Aunque compitió en distintos países por más de tres décadas, la mayor parte de su carrera la desarrolló en México y en el suroeste de Estados Unidos. Fue también actor en algunas películas de luchadores mexicanas.

## Trayectoria
Colosetti practicó boxeo y lucha olímpica durante su adolescencia. Fue reclutado en 1962 por Wolf Ruvinskis, quien por esa época dirigía la promoción Lucha Libre Profesional y transmitía sus eventos organizados en el Gimnasio General San Martín del club San Lorenzo a través del Canal 13. Colosetti debutó con el nombre de "Tarzán".
Posteriormente la promoción de Ruvinskis adoptó un formato itinerante, por lo que Colosetti recorrió Sudamérica y Centroamérica luchando bajo el apodo de "El Apolo Argentino". Tras convertirse en luchador independiente, continuó participando de combates en distintos lugares de Latinoamérica alternando esa actividad con presentaciones en vivo como cantor de tango. En 1967 recorrió Guatemala durante varios meses personificando a Batman como parte de una campaña publicitaria. También actuó como un rudo enmascarado bajo el nombre de "El Enterrador" (gimmick que volvería a emplear unos años después con el apodo de "El Internacional").
En 1968 visitó México por primera vez con la intención de introducirse al circuito local de lucha libre profesional, pero una lesión le impidió hacerlo. Regresó al año siguiente, siendo contratado por la popular promoción Empresa Mexicana de la Lucha Libre. Su ascenso como figura fue muy veloz, y el 19 de diciembre de 1969 enfrentó y venció a Ray Mendoza por el Campeonato Mundial de Peso Semicompleto de la NWA, el título más importante de la lucha libre profesional mexicana de la época. De todos modos el 24 de abril de 1970 se produjo la revancha, siendo Mendoza esta vez el ganador del combate.
Posteriormente volvería a realizar giras por diversos países -incluyendo Japón y China-, pero también se convertiría en un púgil regular de la National Wrestling Alliance en California y Texas. Haciendo pareja con Jonathan Boyd, llegó a ganar el NWA Americas Tag Team Championship el 18 de mayo de 1979, pero perdió el título al día siguiente al ser el dúo vencido por Los Gemelos Diablo.
En 1974 actuó en tres películas: Los leones del ring, Los leones del ring contra la Cosa Nostra y De sangre chicana. Volvería a aparecer en el cine en 1982 como parte del elenco de Santo contra el asesino de la T.V.
A lo largo de su carrera protagonizó varias luchas de apuestas, mayormente en la modalidad de cabellera contra cabellera. Justamente una de sus últimas luchas fue contra el Perro Aguayo el 26 de junio de 1991, donde perdió y terminó con la cabeza rapada.
A los 76 años y tras sobrellevar distintos problemas de salud, falleció el 16 de noviembre de 2024 en Ciudad de México.